# ゴマノハグサ属
ゴマノハグサ属（ゴマノハグサぞく、学名：Scrophularia 、和名漢字表記：胡麻の葉草属）は、ゴマノハグサ科の属の一つ。

## 特徴
一年草、多年草、ときに小低木がある。根は肥大することが多い。茎は直立し、葉は対生するが、上部で互生するものもあり、単葉または複葉になる。茎先に総状花序または円錐花序を作り、ときに葉腋に集散花序をつけるものもある。萼は鐘形になり、萼裂片は5つになる。花冠はつぼ形で長さ5-15mm、先は唇形になり5裂する。雄蕊は花筒内に4個あり、花冠上唇の中央基部に仮雄蕊が1個ある。子房は卵状で花柱は1個で先が頭状にふくらむ。果実は球形または卵形の蒴果になり、胞間裂開する。種子は楕円形でごく小さい。

## 分布
日本に5-6種あり、世界では北半球の温帯に広く分布し、約300種ある。

## 種

### 日本に分布する種
和名、学名はYistによる。
- エゾヒナノウスツボ Scrophularia alata A.Gray - 多年草。草丈は90-150cm。茎は太くやや柔らかく、4稜があり稜に狭い翼状のひれがある。花期は6-7月。海岸の岩礫地に生育する。本州（日本海側では石川県以北、太平洋側では岩手県北部・青森県）、北海道、樺太に分布する[3]。
- ゴマノハグサ Scrophularia buergeriana Miq. - 多年草。草丈は90-150cm。茎は四角、花序は細長い総状穂状で、花は黄緑色。花期は7-8月。湿った草原に生育する。本州の関東地方南部・中部地方・中国地方、九州、朝鮮半島、中国大陸北部・東北部に分布する[3]。絶滅危惧II類（環境省）。
- ヒナノウスツボ Scrophularia duplicatoserrata (Miq.) Makino - 多年草。草丈は40-100cm。茎は四角、茎先に円錐花序をつけ、まばらに花をつける。花期は7-9月。山地の林中に生育する。本州の関東地方以西、四国、九州に分布する[3]。
  - ナガバヒナノウスツボ Scrophularia duplicatoserrata (Miq.) Makino var. surugensis (Honda) Honda ex H.Hara - 葉は狭卵形で、葉柄が長く、腋生の花序がよく発達する。静岡県・長野県・愛知県に分布する[4]。
- ハマヒナノウスツボ Scrophularia grayanoides M.Kikuchi - 多年草。全体に小型。本州の宮城県北部から岩手県中部の海岸に生育する。かつて、エゾヒナノウスツボの変種とされていた[3]。
- オオヒナノウスツボ Scrophularia kakudensis Franch. - 多年草。草丈は100cm。茎はやや堅く四角、茎先によく分枝する円錐花序をつけ、多くの花をつける。花期は8-9月。日当たりのよい草地に生育する。北海道南部、本州、四国、九州、朝鮮半島に分布する[3]。
  - ツシマヒナノウスツボ Scrophularia kakudensis Franch. var. toyamae (Hatus. ex T.Yamaz.) T.Yamaz.
- サツキヒナノウスツボ Scrophularia musashiensis Bonati - 多年草。ヒナノウスツボに似る。花期は4月末-5月。本州の関東地方・中部地方の一部に分布する[3]。
  - イナサツキヒナノウスツボ Scrophularia musashiensis Bonati var. ina-vallicola Hid.Takah.

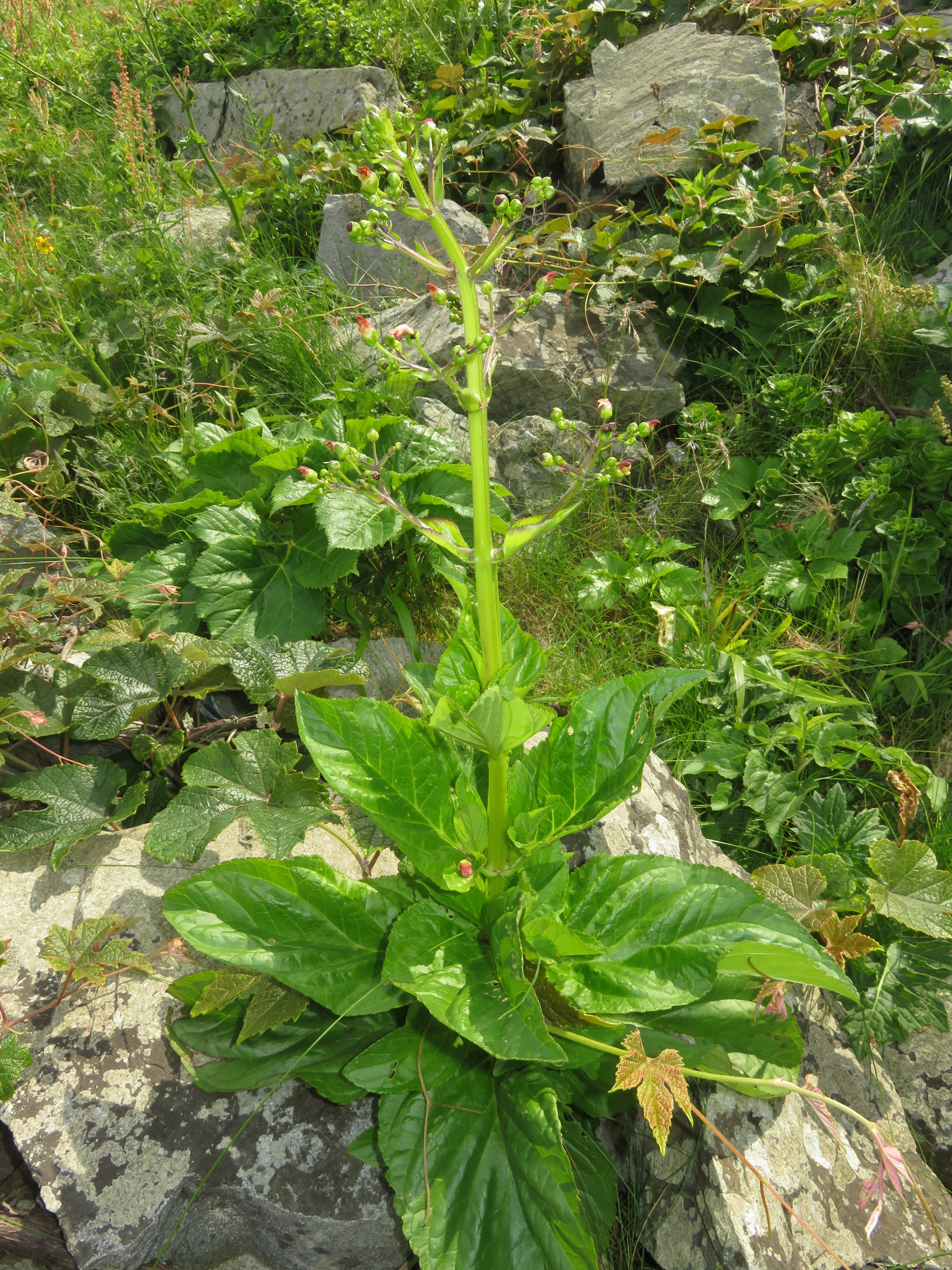
エゾヒナノウスツボ
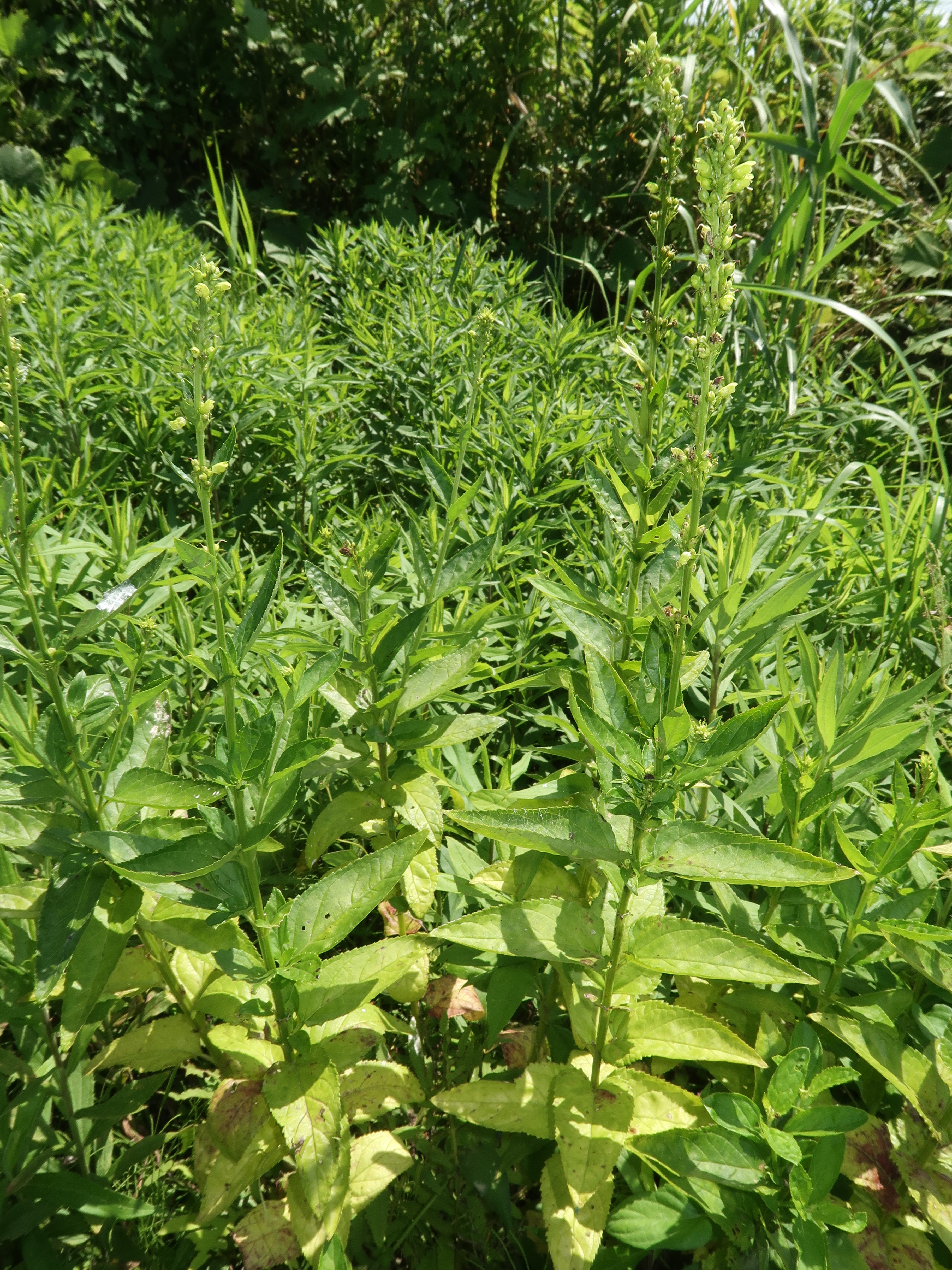
ゴマノハグサ
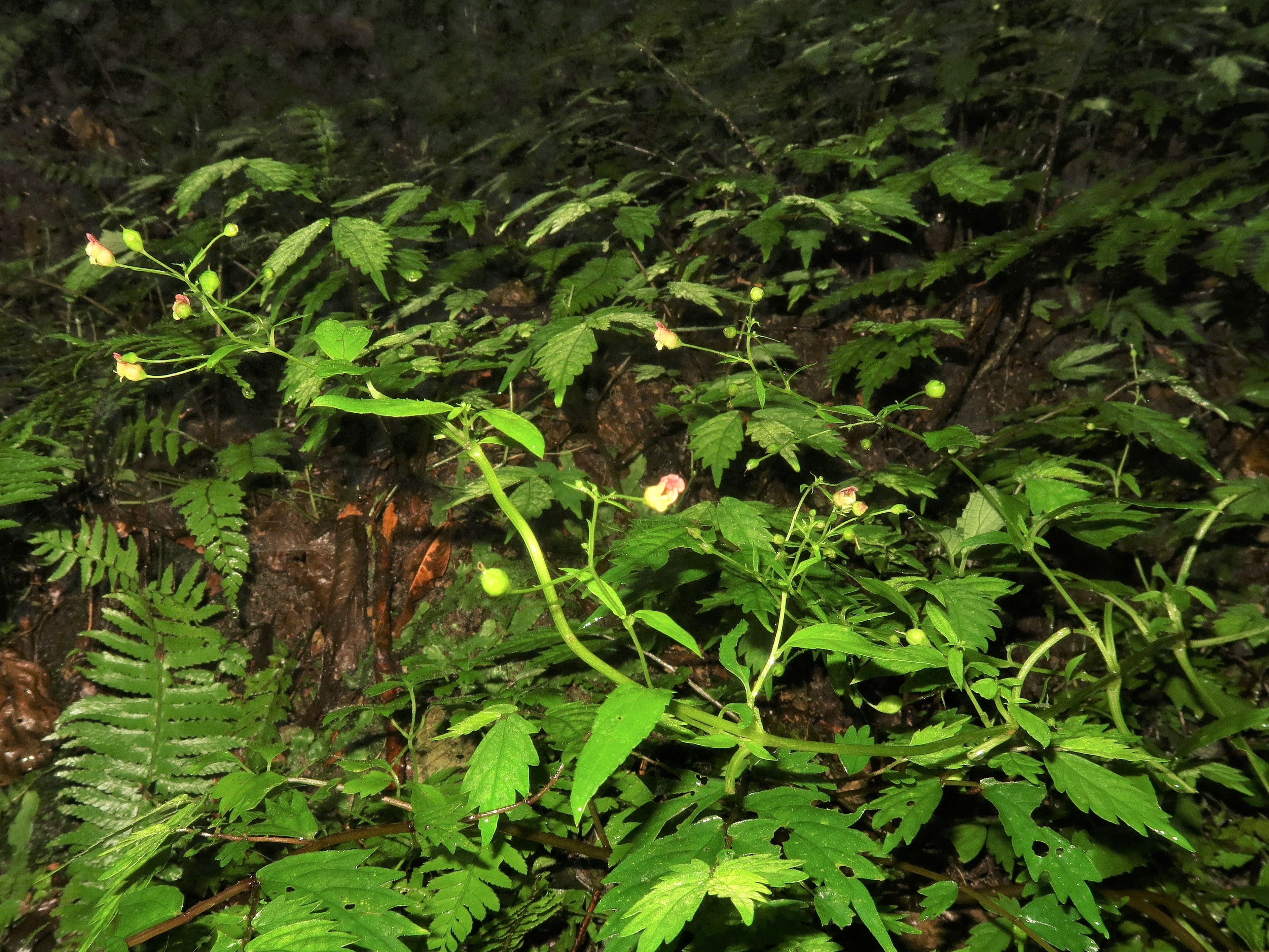
ヒナノウスツボ
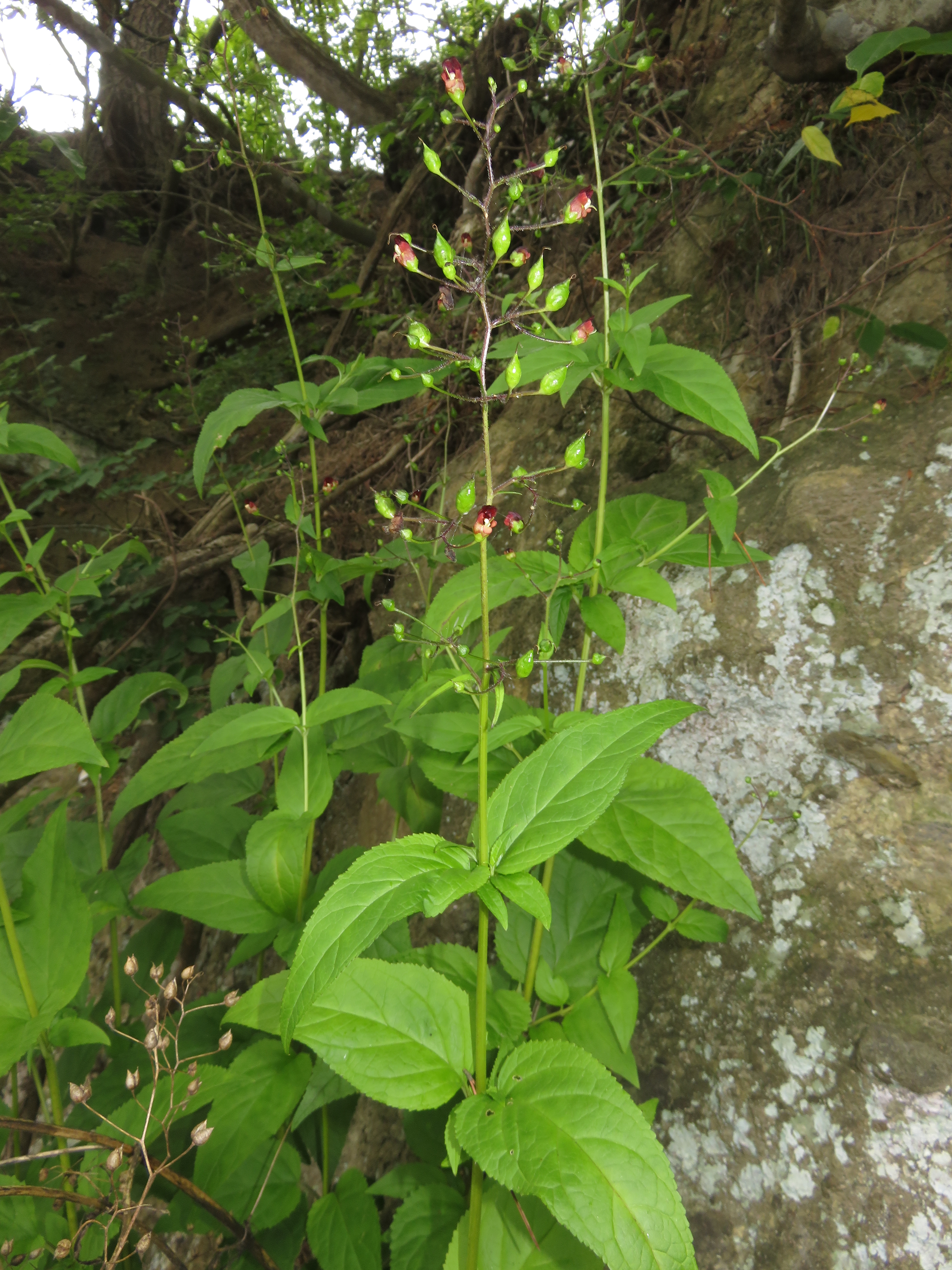
ハマヒナノウスツボ
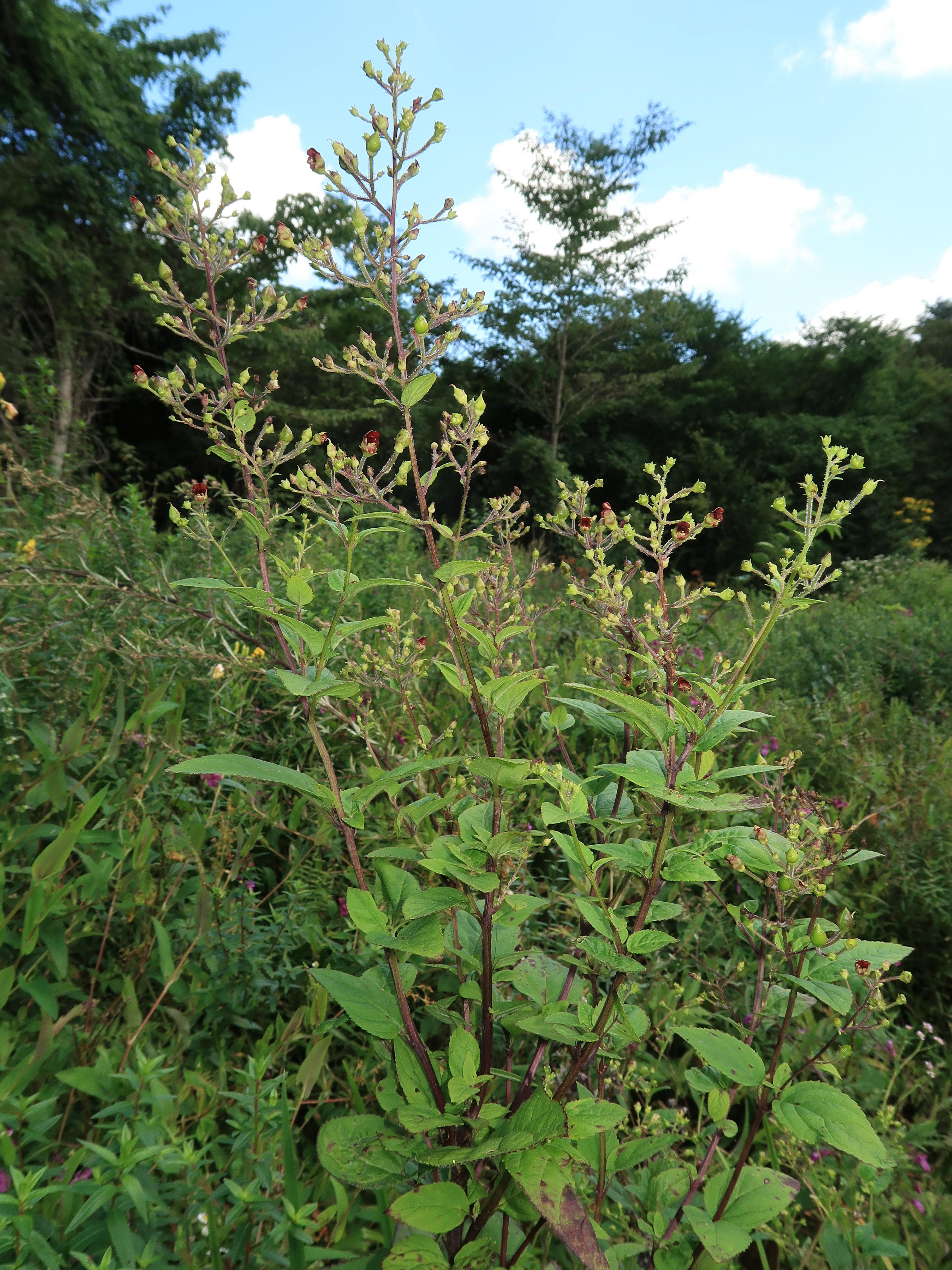
オオヒナノウスツボ
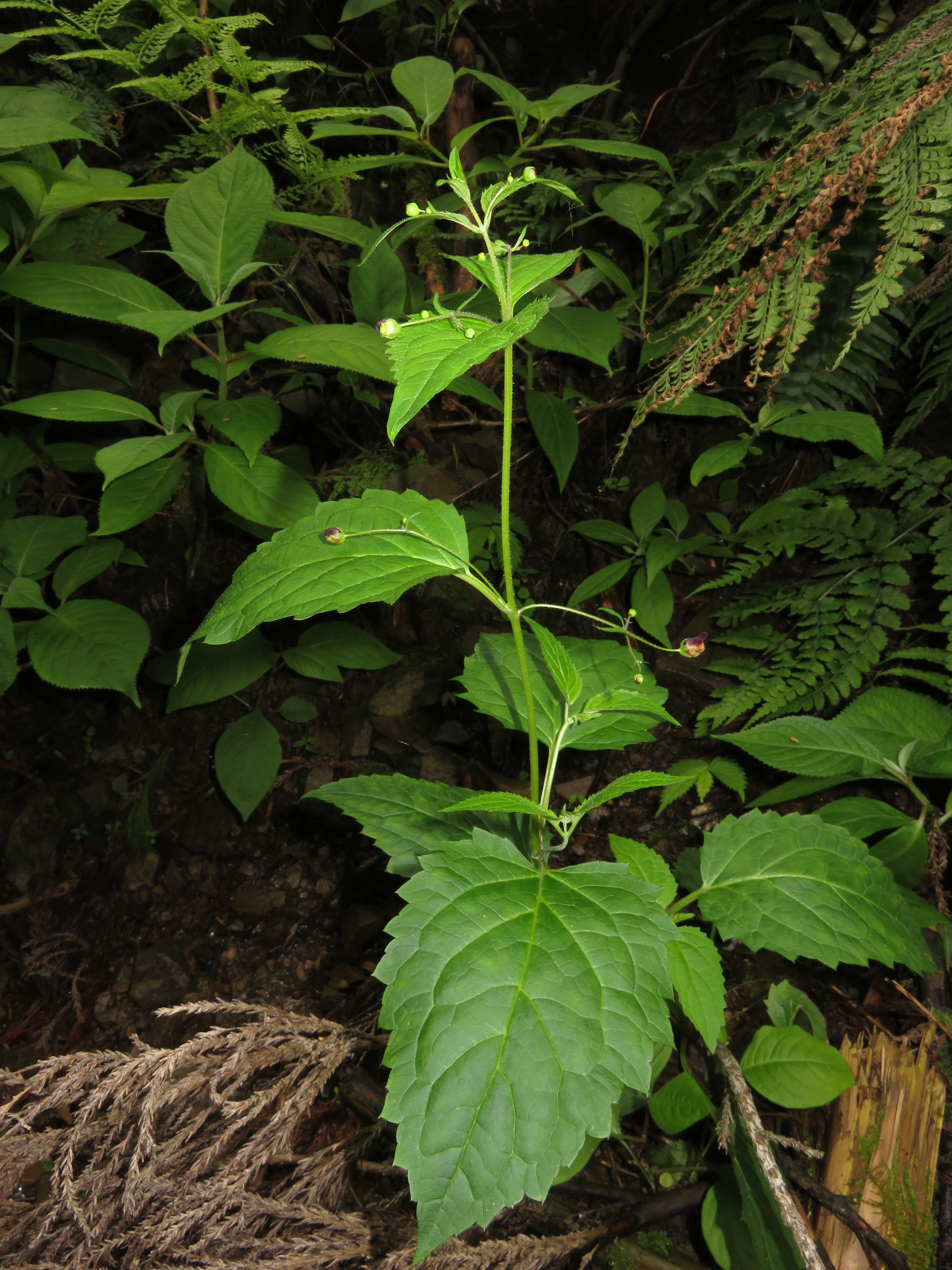
サツキヒナノウスツボ